# العمارة والراحة المحيطية
قبل ظهور الأساليب الميكانيكية الحديثة لتوفير الراحة اضطر الساكنون في المناطق الجافة والحارة والدافئة الرطبة للبحث عن وسائل لتبريد مساكنهم باستخدام مصادر الطاقة والظواهر الفيزيائية الطبيعيتين. ولوحظ أن هذه الحلول أكثر انسجاما مع فيزيولوجية الإنسان من غيرها من الوسائل الحرارية الحديثة التي تعتمد على وسائل الطاقة المختلفة كأجهزة تكييف الهواء.

وفيما يخص أغلب الدول النامية لم يتغير الوضع كثيرا، إذ لا تتوافر مصادر الطاقة الشائعة في العالم المتقدم بأسعار معقولة، لذلك هناك حاجة واضحة لتطوير وسائل التبريد الطبيعية القليلة التكلفة بنقد وتقييم الوسائل التقليدية وتبنيها أو تعديلها أو تطويرها لكي تلائم متطلبات العصر الحديث، وذلك اعتمادا على التطور المهول في الفيزياء والعلوم الإنسانية بما في ذلك علم الديناميكا الهوائية وعلم الديناميكا الحرارية وعلم الأرصاد الجوية وعلم وظائف الأعضاء.

## التصميم المعماري لتوفير مناخ موضعي مريح
في التصميم والتخطيط للمناطق الحارة الجافة والدافئة الرطبة تواجه المهندس المعماري مشكلتين رئيسيتين:
- تأمين وقاية وحماية من أشعة الشمس والحرارة
- توفير تبريد كافٍ

تقوم الشمس التي تعد المصدر الرئيسي للضوء والحرارة للأرض بتكوين عناصر المناخ الثانوية من رياح ورطوبة وتؤثر هذه العوامل بدورها على راحة الإنسان الفسيولوجية وتعتمد هذه العناصر في نكوينها على التضاريس وطبيعة ملامحها السطحية كالجبال والسهول والمحيطات والصحارى والغابات وما إلى ذلك. كما يؤدي التفاعل الذي يحدث بين هذا المصدر الهائل للطاقة والتاثيرات الناجمة عنه وبين المعالم الطبيعية للمكان إلى خلق ما يسمى المناخ الموضعي الذي هو موضوع الأرصاد الجوية 

وتحدث البيئة العمرانية أيضا تغييرات في المناخ الموضعي حيث تؤثر الطريقة التي تتوزع بها المباني واتجاهها بالنسبة للشمس وتشكيلها في الفضاء في خلق مناخ موضعي خاص بكل موقع. يضاف إلى ذلك أثر مواد الإنشاء ومظهرها الخارجي والوان السطوح المعرضة وطريقة تصميم الأماكن المكشوفة كالشوارع والأفنية والحدائق والساحات ويؤدي التفاعل بين الإنشاءات والمناخ الموضعي الطبيعي لظهور العوامل التي تؤثر في راحة الإنسان: الحرارة والرطوبة والضوء والرياح

ليس هناك أدنى شك بأن بعض التوزيعات تخلق مناخات أفضل من غيرها ولكل منطقة تشكيل فراغي أفضل يجب على كل مصمم أن يكتشفه ويستعمله كمرجع قياسي من اجل اتخاذ القرارات التصميمية المناسبة. ومن الخطأ الفادح ادخال أي عنصر تصميمي يؤدي إلى زيادة درجات الحرارة ولو درجة واحدة أو تقليل حركة الهواء ولو سنتيميترا واحدا في الثانية لان هذا كله له اثر سلبي على الراحة المتعلقة بالمحيط الحراري... خاصة إذا كان من الممكن تفادي ذلك كله، وهذا يشمل بوضوح التصاميم المعينة التي تتطلب اساليب ميكانيكية مكثفة الطاقة لتصويب الأوضاع المحيطية السيئة الناجمة عنها.

## مواد البناء
ان المواد المحيطة بساكني البناء هامة جدا لتوفير الوقاية من الحر والبرد ويجب بذل عناية كبيرة في اختيار مواد الجدران والاسقف وسمكها بحيث يتناسب ذلك مع خواصها الفيزيائية من حيث التوصيل الحراري والمقاومة الحرارية وانعكاس الضوء.
تتدفق الحرارة من الخارج للداخل عبر الجدران إذا كانت درجة لحرارة في الخارج أعلى منها في الداخل ويتناسب معدل تدفق الحرارة في الهواء الخارجي والداخلي والمساحة المعرضة من سطح الجدار والمنافذة الحرارية الشاملة (global heat transmittance) التي يمكن حسابها بتحليل مكونات المقاومة التي يبديها الجدار لتدفق الحرارة وتتكون المقاومة التي يبديها الجدار لتدفق الحرارة وتتكون المقاومة الكلية من مقاومة المادة نفسها لتدفق الحرارة والمقاومة السطحية للسطح الخارجي والسطح الداخلي وبما ان مثل هذه المقاومات تتحدد بشكل أساسي تبعا للظروف المتعلقة بدرجات الحرارة لا يملك الإنسان قدرة كبيرة على التحكم بها لذلك تنحصر مقدرته في التحكم بمعدل انتقال الحرارة عبر الجدار في إمكانية اختيار مواد تحقق عزل حراري مطلوب.

ولزيادة قدرة الجدار على العزل الحراري يجب خفض معامل الانفاذ الحراري قدر الإمكان وذلك بزيادة سمك الجدران أو بالتقليل من استعمال المواد الموصلة، أي انها تقاوم انتقال الحرارة خلالها بشدة.ويفضل بناء الجدران من أكثر من مادة واحدة ذلك لتوفير العزل الحراري اللازم والخصائص الجمالية المطلوبة في الحائط 

وفي المناخات الحارة الجافة يجب الا يقل معامل الانفاذ الحراري لجدار خارجي عن 1.1 (كيلو سعر/ سم مربع درجة سيليوس)للحصول على مقاومة حرارية مناسبة. وقد اثبتت التجارب ان الطوب الطيني (الاَجر) ملائم جدا لتوفير شروط الراحة المتعلقة بالمحيط الحراري بالإضافة لتوفره لجميع شرائح المجتمع بأسعار معقولة 

في عام 1964 تم بناء 6 مساكن تجريبية في مركز القاهرة لأبحاث البناء كل من مادة مختلفة لتقييم كلفة هذه المواد ومدى وفرتها 
محليا بالإضافة إلى معرفة إمكانية توفيرها شروط الراحة المقرونة بالمحيط الحراري. يبرز بين هذه الأنماط الستة اثنين يختلفان اختلافا كبيرا أحدهما بني تماما من الطوب الطيني وسمك جدارنه 50 سم وشكل سقفه خليط بين القبة والقبو. اما الثاني فبنيت جدرانه وسقفه من الواح خرسانية جاهزة سمكها 10 سم وقد اختبرت هذه النماذج في أحد أيام شهر اذار تراوحت درجات الحرارة فيه بين 12 درجة في السادسة صباحا و28 درجة في الساعة الواحدة من بعد الظهر و12 درجة مرة ثانية في الرابعة صباحا وتبين ان التغير في درجات الحرارة داخل نموذج الطوب الطيني لم تتجاوز 2 درجة سيلسيوس خلال فترة الاربع وعشرين ساعة وذلك من 21-23 درجة سيلسيوس وهي درجة حرارة لا تخرج عن حدود راحة الإنسان المقرونة بمحيطه. وبلغت درجة الحرارة داخل النموذج الخرساني الجاهز 36 درجة سيلسيوس أي أعلى من درجة الحرارة داخل النموذج الطيني ب13 درجة وبفرق 9 درجات عن درجة الحراة في الخارج وقد خرجت عن حدود راحة الإنسان الحرارية ويرجع ذلك التباين إلى موصلية الخرسانة العالية 0.9 بينما في الطوب الطيني 0.34 كما ان سمك جدار الطوب الطيني يبلغ خمسة اضعاف الألواح الجاهزة وهكذا تكون المقاومة الحرارية لجدار الطوب أكبر بثلاث عشرة مرة منها للحائط الخرساني الجاهز الصنع. ولسوء الحظ فإن هذه النماذج لم تقيم في مواعيد حساسة من السنة كالاعتدال الخريفي والربيعي وانقلاب الشمس الصيفي والشتائي مما قد وفر لنا معلومات كاملة خاصو في ما يتعلق بالتباطؤ التدريجي (lag effect) وحفظ الحرارة.

## أنظر أيضاً
- التصميم الحيوي

## وصلات خارجية
- كتاب "الطاقة الطبيعية والعمارة التقليدية: مبادئ وأمثلة من المناخ الجاف الحار"، جامعة الأمم المتحدة ـ طوكيو، المؤسسة العربية للدراسات والنشر، الطبعة الأولى 1988.*